# Kiço Ngjela
Kiço Ngjela (* 25. Dezember 1917 in Sheper, Kreis Gjirokastra; † 16. Juni 2002) war ein albanischer Politiker der Partei der Arbeit Albaniens.

## Biografie
1945 wurde er Mitglied der Konstituierenden Versammlung (Asamblea Kushtetuese) und im Anschluss 1950 zum Mitglied der Volksversammlung (Kuvendi Popullor) gewählt. Dieser gehörte er als Vertreter für den Kreis Tirana bis zum 10. Oktober 1975 an. Später war er zeitweise Vize-Vorsitzender der Staatlichen Planungskommission.
Am 6. Februar 1948 wurde Ngjela Nachfolger von Ramadan Çitaku als Finanzminister in der Regierung von Ministerpräsident Enver Hoxha. Bereits am 28. November 1948 folgte ihm jedoch Abdyl Këllezi in diesem Amt nach.
Als Nachfolger von Gogo Nushi war er zu einem späteren Zeitpunkt Handelsminister. Darüber hinaus war er Mitglied des Zentralkomitees (ZK) der PPSh. Als Handelsminister sah er Mitte der 1960er Jahre in einem Leitartikel in der Zeitschrift Ekonomia Popullore die Steigerung der Exportquote als staatlichen Auftrag von hoher Bedeutung.
Ministerpräsident Mehmet Shehu berief ihn später am 1. Januar 1966 zum Außenhandelsminister in dessen Regierung, der er bis zu seiner Entlassung am 1. September 1975 angehörte.
Im September 1975 wurde er zusammen mit anderen führenden Wirtschaftspolitikern wie den Mitgliedern des Politbüros der PPSh Këllezi und Koço Theodhosi im Rahmen einer parteiinternen „Säuberungswelle“ durch die Geheimpolizei Sigurimi verhaftet.
Sein 1948 geborener Sohn Spartak Kiço Ngjela, der sich nach der Verhaftung seines Vaters zwischen 1975 und 1991 ebenfalls als politischer Gefangener in Haft befand, wurde nach dem Zusammenbruch des Kommunismus ebenfalls Politiker und war unter anderem Mitglied des albanischen Parlaments sowie 1997 Justizminister.